# Лобе (река)
Ло́бе (устар. Вевер; латыш. Lobe) — река в Латвии, течёт по территории Ледманской и Крапской волостей Огрского края, а также Бебрской волости Айзкраукльского края. Левый приток нижнего течения Огре.
Длина — 19 км (по другим данным — 22 км). Вытекает из северо-западной оконечности озера Лобес на высоте 81 м над уровнем моря между болотом Цалю и населённым пунктом Лубаниеши (иногда как верховье Лобе рассматривается Бебрупе, впадающая в озеро Лобес с восточной стороны). Течёт по Мадлиенской покатости Среднелатвийской низменности, преимущественно на западо-северо-запад. Устье Лобе находится в 41 км по левому берегу Огре, западнее Ледмане в Ледманской волости. Уклон — 0,9 м/км, падение — 20 м. Площадь водосборного бассейна — 269 км². Объём годового стока — 0,088 км³.
Притоки: Локмене, Лубите.